# Ataque a Scapa Flow (1939)

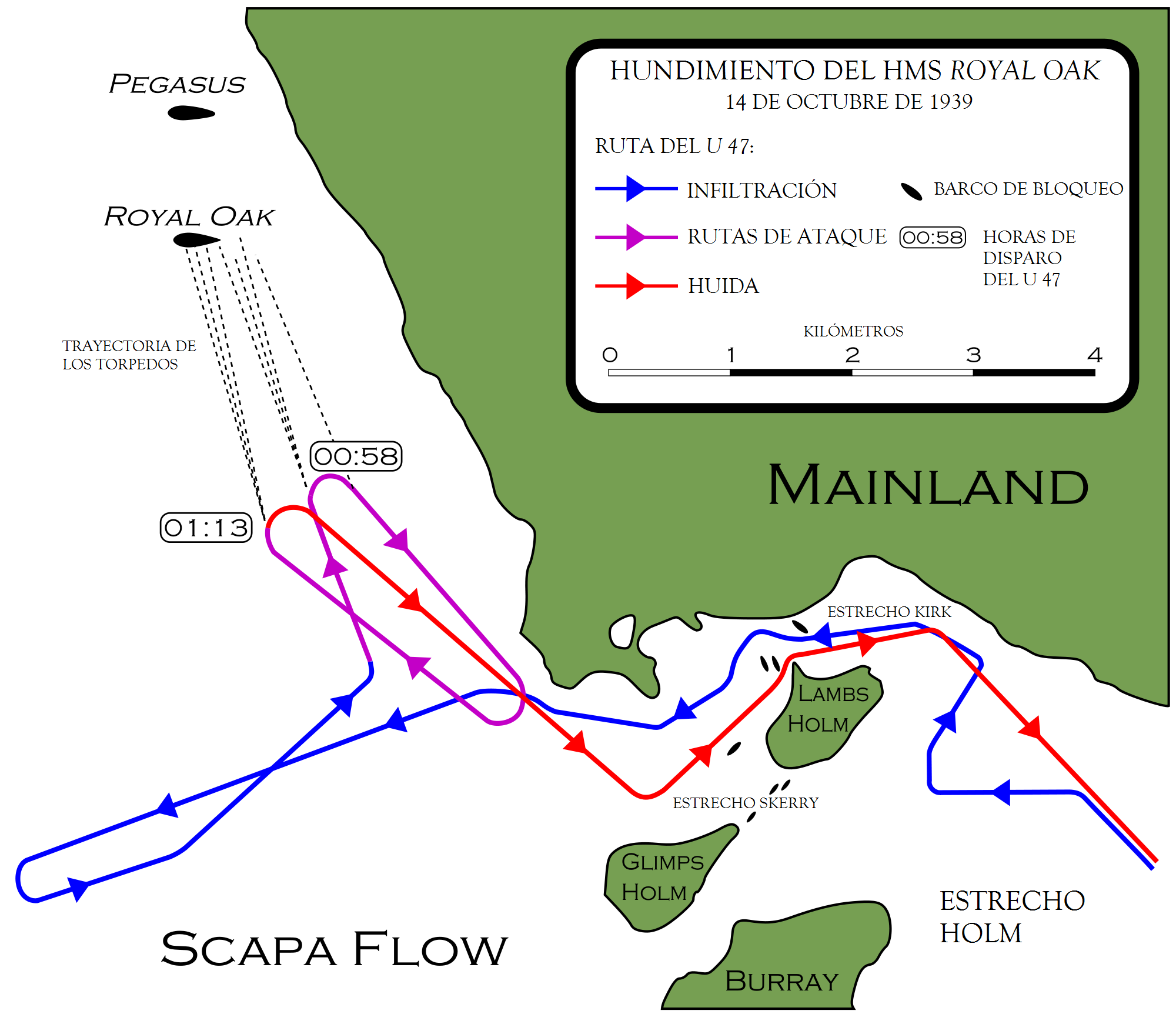
Mapa de la incursión de Prien en Scapa Flow.

El ataque a Scapa Flow de 1939 fue una acción de combate desarrollada a principios de la Segunda Guerra Mundial por el U-47 comandado por el teniente Günther Prien, que penetró en Scapa Flow el 14 de octubre de 1939 alcanzando al HMS Royal Oak en la bahía de Scapa. Los torpedos del U-47 abrieron un boquete de nueve metros en el Royal Oak, que no tardó en hundirse. De la tripulación de 1400 hombres, 833 perdieron la vida, siendo actualmente el lugar del hundimiento una tumba de guerra protegida. Tras el ataque, Winston Churchill ordenó la construcción de una serie de calzadas para bloquear las entradas orientales a Scapa Flow.

## Ataque alRoyal Oak
Scapa Flow era la principal base de control del Atlántico del Reino Unido. Desde la Primera Guerra Mundial, los submarinos alemanes habían intentado penetrar en la bahía, ya que era prácticamente imposible hacerlo por aire por las condiciones de niebla.
En 1914, el SM U-18 de Von Henning escondiéndose en la estela de un barco mercante había conseguido entrar, pero la bahía estaba desierta debido a unas supuestas operaciones de la flota británica. En 1918 el SM UB-116 de Von Emsmam lo intentó, pero fue detectado y hundido con toda su tripulación.
A principios de 1926, Canaris, futuro almirante y jefe de la Abwehr, fue nombrado Comandante de la Sección "A-11 Marina" del Ministerio de Defensa, con orden de fortalecer el servicio de espionaje. El primer objetivo de Canaris fue Scapa Flow, debido a que tras la Gran Guerra y el armisticio de 1919, la flota alemana fue hundida por los alemanes para evitar la humillación de la entrega de los buques a las potencias vencedoras tras la derrota.

### Comienza laOperación Baldur
Como había demostrado la experiencia transcurrida, solo había un modo de entrar en Scapa Flow: penetrar con un submarino. La duda era el camino por el cual hacerlo y Canaris decidió enviar un espía a descubrir el punto débil de la sólida barrera defensiva. Fue así como ese año comenzó la "Operacón Baldur" nombre cifrado del ataque a Scapa Flow.
El hombre elegido por Canaris, fue el exoficial de la Marina Imperial Alemana, Alfred Wehring. Con los cincuenta años ya cumplidos, moreno y de mediana estatura, el capitán era un hombre simpático, culto y solitario. Aunque era de Hannover su vida perteneció al mar. Ya había trabajado para los servicios de inteligencia de la marina y su ficha lo situaba como "excelente oficial, escrupuloso, muy atento y agudo observador". Licenciado al final de la guerra, había estado empleado como contable en una pequeña fábrica de relojes de un tío suyo. En 1921, vuelto de nuevo al servicio activo, fue encargado de una investigación reservada sobre equipos navales franceses y en 1925 cambiando su nombre por Karl Müller, se había hecho corredor de una conocida fábrica de relojes alemana. En el transcurso de dos años, había recorrido Francia y sus informes de los barcos franceses habían resultado muy interesantes.
El día de Navidad de 1927, el supuesto Müller es llamado al despacho de Canaris a una conversación privada.En dicha conversación, el jefe de la sección "A-11 Marina" le indica que debe encontrar el modo de entrar en Scapa Flow y transmitirlo a un hombre en La Haya, que lo haría llegar a Berlín.
En enero de 1928, parte hacia Suiza con el nombre de Joachim van Schüllermann con aspecto distinto (rubio, con bigote y gruesos lentes que lleva desde un supuesto accidente). Allí pasa un año vendiendo artículos de relojería y aprendiendo del oficio. En 1929 pasa a Suiza con el nombre de Albert Oertel, decisivo para poder pasar al año siguiente al Reino Unido a vivir cerca de Londres con pasaporte suizo; su verdadera identidad estaba ya oculta. En Gran Bretaña trabajando de relojero, esperó dos años más, hasta solicitar la ciudadanía inglesa, que es aceptada sin sospechas, debido a la forma de vida que él había mostrado en esos dos años.
En la primavera de 1933, poco antes del ascenso de Canaris, Oertel se fue a vivir a Kirkwall en la isla de Pomona en el archipiélago de las Orcadas (a pocas millas de Scapa Flow), para abrir una tienda de relojes suizos y suvenires. Allí en el pueblecito brumoso, Oertel, no tarda en hacerse popular. Es un hombre discreto, nada curioso, que habla bien aunque con algo de acento extranjero. Todo el día lo pasa en el taller, va a la iglesia y pasea cerca de la bahía pero acompañado de un muchacho con la excusa de que no ve bien y no se atreve a ir solo. Todas las tardes se para en una taberna a beber cerveza acompañado de pescadores y habla con ellos del mar, de la pesca y de la bahía de Scapa Flow.
Tras doce años de espera, entre frases fue encajando información de cómo pasaban con unas mareas u otras, las corrientes, los peñones y las aproximaciones a islotes. Con esa información, el relojero se encierra en casa por las noches, enciende unas lámparas y en un mapa con la reproducción de Scapa Flow va colocando los elementos (redes antisubmarinos, portones, minas, cañones...) según va escuchando de los relatos de los marinos, junto con lo que él ha podido ver durante los paseos para poder analizar el punto débil. Sin embargo, hasta comienzos de septiembre de 1939 no consigue la información deseada y manda el mensaje cifrado. La zona por la que puede pasar un sumergible es la entrada oriental llamada Kirk Sound, un estrecho y turbulento brazo de mar entre Pomona y Lamb Holm. Esto se lo desveló un pescador que le dijo que algunos barcos se atrevían a pasar entre las rocas. Unos días después con el pretexto de la muerte de su madre se va a Londres y allí envía la información a La Haya, para luego ser transmitida a Berlín.

### La entrada del submarino
Cuando ya se conocen los datos, se encarga la misión al Almirante Dönitz, que manda a mediados de septiembre al U-14 de 279 toneladas para que estudie y verifique la información. Además, un día despejado de octubre, unos aviones sobrevuelan la zona y localizan el punto dicho. Se manda entonces que el U-47 del Capitán de Corbeta Prien entre en la noche del 13 al 14 de octubre. El submarino de 66 metros de eslora y 4,70 de manga del tipo VII B, de 750 toneladas tiene un cañón antiaéreo de 88 mm y 5 lanzatorpedos de 533 mm; su velocidad es de 17 nudos y la tripulación es de 44 hombres. El 12 espera sumergido a 90 m.
Cuando emerge pone rumbo y sitúa el submarino en posición. A las 19 h toma rumbo noroeste dejando la aurora boreal que había al norte. A las 23:07 los alemanes localizan un mercante, y le siguen a profundidad de periscopio; se acercaron tanto a la costa que veían gente paseando. Tras varias maniobras entraron en la bahía. Era medianoche y la visibilidad era excelente el submarino apuntaba al sudoeste, pero no había barcos, sin embargo en la costa septentrional había dos grandes barcos y algún destructor más pequeño. El submarino hacia la una, lanzó sus torpedos de propulsión eléctrica, que no producen burbujas y uno tocó al Royal Oak en proa. Se acercó 1500 metros y disparó de nuevo, el acorazado se hundió rápidamente muriendo más de 780 hombres. Tras este ataque, el submarino abandonó la bahía.
Del espía no se supo nada más hasta que tras la guerra se encontró en los archivos del III Reich que Albert Oertel era un espía.